# Clavaleyres
Clavaleyres là một đô thị ở huyện Laupen ở bang Berne ở Thụy Sĩ. Đô thị này có diện tích 1 km², dân số tháng 12 năm 2018 là 46 người.
Đây là một đô thị dùng tiếng Đức nằm lọt giữa khu vực bang Fribourg nói tiếng Pháp. Khu vực này có dân số giảm sút trong thế kỷ qua, năm 1880 đạt 118 dân, nay còn lại 46 dân.